# Sabah FC
Sabah Footbal Club is een Azerbeidzjaanse voetbalclub uit Masazır, vlak bij de hoofdstad Bakoe. 
De club is opgericht in 2017. In het eerste seizoen werd de club vijfde op het tweede niveau. Omdat de vier teams boven Sabah geen licentie kregen, promoveerde de club naar het hoogste niveau. De thuishaven van Sabah is de Alinja Arena. 

## In Europa
#Q = #kwalificatieronde, T/U = Thuis/Uit, W = Wedstrijd, PUC = punten UEFA coëfficiënten .
Uitslagen vanuit gezichtspunt Sabah FC
| Seizoen                                                    | Competitie        | Ronde | Land                  | Club                      | Totaalscore  | 1e W    | 2e W         | PUC |
| ---------------------------------------------------------- | ----------------- | ----- | --------------------- | ------------------------- | ------------ | ------- | ------------ | --- |
| 2023/24                                                    | Conference League | 2Q    | Vlag van Letland      | FK RFS                    | 4-1          | 2-0 (U) | 2-1 (T)      | 3.0 |
|                                                            |                   | 3Q    | Vlag van Servië       | FK Partizan               | 2-2 (4-5 ns) | 2-0 (T) | 0-2 nv (U)   | 3.0 |
| 2024/25                                                    | Conference League | 2Q    | Vlag van Israël       | Maccabi Haifa             | 6-6 (3-2 ns) | 3-0 (U) | 3-6 nv (T)   | 1.0 |
|                                                            |                   | 3Q    | Vlag van Azerbeidzjan | St. Patrick's Athletic FC | 0-2          | 0-1 (U) | 0-1 (T)      | 1.0 |
| 2025/26                                                    | Europa League     | 1Q    | Vlag van Slovenië     | NK Celje                  | 5-6          | 2-3 (T) | 3-3 (nv) (U) | 2.5 |
| 2025/26                                                    | Conference League | 2Q    | Vlag van Moldavië     | FC Petrocub Hîncești      | 6-1          | 2-0 (U) | 4-1 (T)      | 2.5 |
|                                                            |                   | 3Q    | Vlag van Bulgarije    | Levski Sofia              | 0-3          | 0-1 (U) | 0-2 (T)      | 2.5 |
| Totaal aantal behaalde punten voor UEFA coëfficiënten: 6.5 |                   |       |                       |                           |              |         |              |     |

Zie ook
- Deelnemers UEFA-toernooien Azerbeidzjan
- Ranglijst van alle clubs die in de diverse Europa Cups zijn uitgekomen

## Bekende (oud)-spelers
- Ruslan Abışov
- - Marko Dević
- Amadou Diallo
- -- Ozan Kökçü
- Kévin Koubemba

Araz-Naxçıvan PFK ·
Kəpəz PFK ·
Neftçi ·
Qarabağ ·
Sabah FC ·
Səbail · 
Şamaxı FK ·
Sumqayıt ·
PFK Turan Tovuz ·
Zirə